# Windows Live Mobile
Windows Live Mobile – Microsoft udostępnił wersję 2.0 aplikacji Windows Live Mobile Search a także swojej wyszukiwarki internetowej zoptymalizowanej dla urządzeń mobilnych.
W przypadku aplikacji uruchamianej na urządzeniu przenośnym dostępne są wersje dla Windows Mobile, urządzeń z wirtualną maszyną Javy (J2ME) oraz Blackberry. Aplikacja webowa wymaga tylko dostępności przeglądarki WWW. Jak można się było spodziewać, aplikacja lokalna ma większe możliwości niż aplikacja webowa. Oferuje zapowiedzi filmowe, więcej danych lokalnych oraz recenzji użytkowników. Ulepszono mapy Virtual Earth. Użytkownicy mogą zwiększyć rozmiar cache wykorzystując w tym celu kartę pamięci. Ulepszono nawigację a także obsługę wbudowanych odbiorników GPS. Dodano, podobnie jak niedawno w Google Maps, możliwość modyfikowania wyszukanej drogi. Jeśli użytkownik zmodyfikuje fragment trasy, reszta zostanie automatycznie dopasowana.
Webowa wyszukiwarka pozwala na wyszukiwanie w serwisach Instant Answers, Local, Images to News, Spaces i w stronach internetowych. Szukanie w Instant Answers oraz obrazkach to nowości w tej wersji.